# Mysliwka
Mysliwka (ukrainisch Мислівка; russisch Мысловка Myslowka, polnisch Ludwikówka) ist ein Dorf in der westukrainischen Oblast Iwano-Frankiwsk mit etwa 300 Einwohnern.

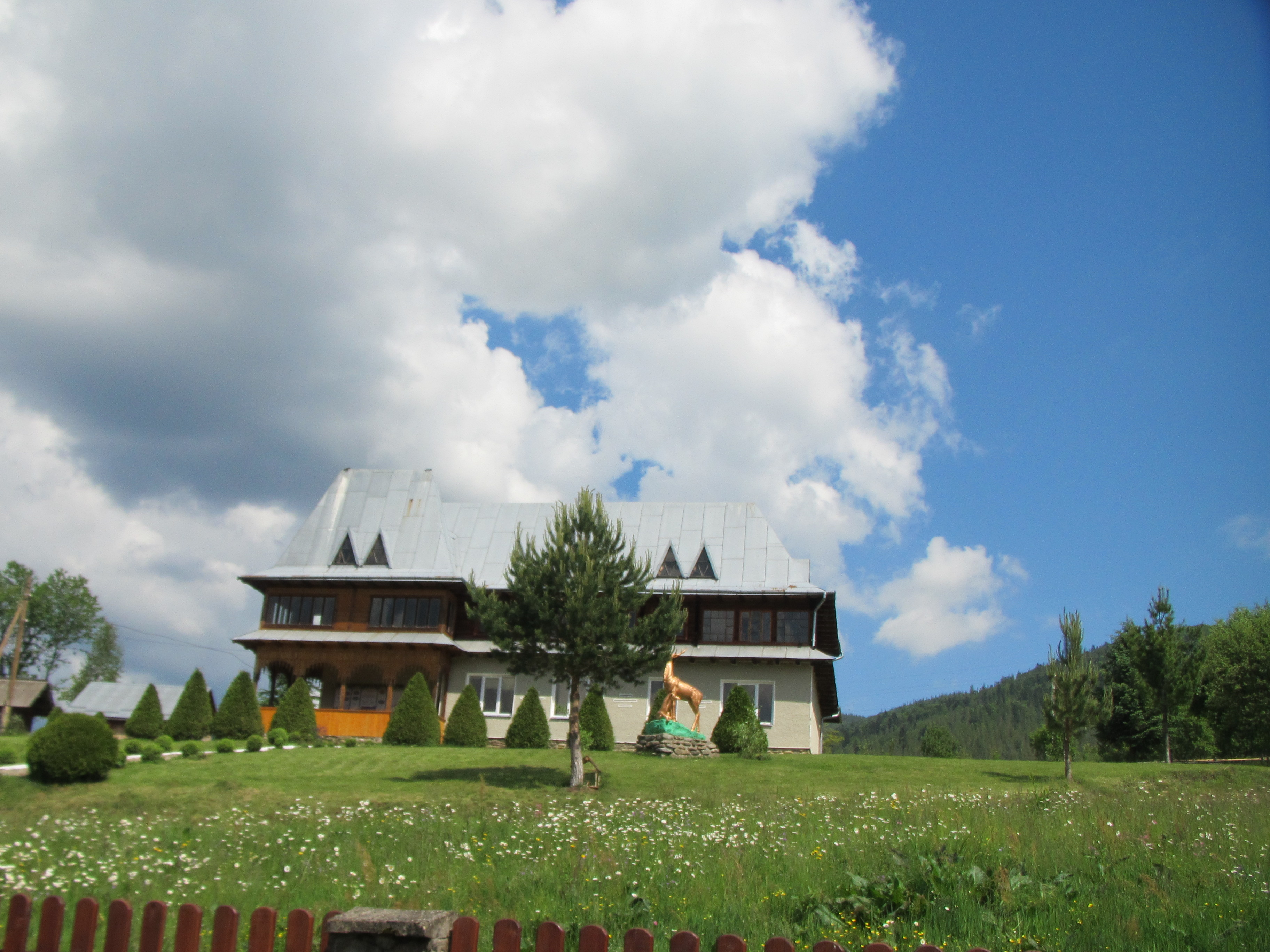
Haus im Ort

## Geschichte
Der Ort wurde um 1820 gegründet. Die Siedler kamen aus Böhmen und waren römisch-katholisch. Die neue unabhängige Gemeinde Ludwikówka umfasste auch die kleineren Siedlungen Josephstal (gegründet 1832) und Leopoldsdorf (gegründet 1870).
Im Jahre 1900 hatte die Gemeinde Ludwikówka 62 Häuser mit 445 Einwohnern, davon 391 deutschsprachige, 16 ruthenischsprachige, 14 polnischsprachige, 371 römisch-katholische, 26 griechisch-katholische, 42 Juden, 6 anderen Glaubens.
Nach dem Ende des Polnisch-Ukrainischen Kriegs 1919 kam die Gemeinde zu Polen. Im Jahre 1921 hatte sie 83 Häuser mit 566 Einwohnern, davon 412 Deutschen, 114 Polen, 24 Ruthenen, 12 Juden (Nationalität), 4 anderer Nationalität, 523 römisch-katholische, 22 griechisch-katholische, 1 evangelische, 1 anderer Christ, 19 Juden (Religion).
Im Zweiten Weltkrieg gehörte der Ort ab 1939 zur Sowjetunion und erhielt den ukrainischen Namen Ljudwykiwka (Людвиківка). Nach der Eroberung durch deutsche Truppen kam er ab 1941 zum Generalgouvernement, nach der Rückeroberung durch die Rote Armee 1945 wieder zur Sowjetunion, ab 1991 zur Ukraine. Am 7. Juni 1946 wurde der damals im Rajon Wyhoda liegende Ort dann auf seinen heutigen Namen umbenannt.
Am 12. Juni 2020 wurde das Dorf ein Teil der neu gegründeten Siedlungsgemeinde Wyhoda im Rajon Dolyna, bis dahin war es ein Teil der Landratsgemeinde Schewtschenkowe im Süden des Rajons.
Am 17. Juli 2020 wurde der Ort Teil des Rajons Kalusch.